# シャドラク
シャドラクまたはハナンヤは、旧約聖書『ダニエル書』に登場するユダヤ人。ユダヤ名がハナンヤで、シャドラクはバビロンの宮廷でつけられた名前である。ハナンヤは英語ではHananiah、ヘブライ語ではחֲנַנְיָה、シャドラクは英語ではShadrach。

## 人物・経歴
ダニエル書の伝えるシャドラクの物語は以下のようなものである。
紀元前6世紀、エルサレムを陥落させたバビロンのネブカドネツァル王は、自分の占領行政の官吏を養成するため、ユダヤ人の「王族と貴族の中から、体に難点がなく、容姿が美しく、何事にも才能と知恵があり、知識と理解力にとみ、宮廷に仕える能力のある」（ダニエル1:4）少年たちを選び出して連れてこさせ、カルデア語を学ばせた。
シャドラクと呼ばれることになったハナンヤはその一人であった。彼はベルテシャツァルと呼ばれたダニエルをリーダーとする四人組の一人で、四人は異邦人の地にあっても唯一の神への信仰を守りぬき、「異邦人の肉類と酒で自分を汚すまい」（ダニエル1:8）と誓っていた。彼ら四人はぬきんでて優秀であったため、王に仕えて重用された。
シャドラクはダニエルが王の見た夢の謎を解き明かしたことでバビロン州の行政官に任命された。
ネブカドネツァル王が金の像をたてて、これを拝むよう命令を出したとき、唯一の神を信じていたアベド・ネゴはそれに従わなかった。そのため、同じように像を拝まなかった仲間のアベド・ネゴ（アザルヤ）、メシャク（ミシャエル）と共に燃え盛る炉の中に縛られて生きたまま投げ込まれた。しかし三人は焼け死ぬことなく、火の中を自由に歩いた。やがて王に呼ばれると髪の毛も燃えることなく火の中から出てきた。これに驚いた王は彼らの信じる神をたたえ、三人を元の地位に戻した。